# دمتم سالمين
دمتم سالمين مسلسل رسوم متحركة من إنتاج مؤسسة الإنتاج البرامجي المشترك لمجلس التعاون لدول الخليج العربية. تم تصميم الرسوم في ستوديو تايغر برودكشن (بالإنجليزية: Tiger Production) بإخراج سلافة حجازي. وعرض على قناة سبيستون، وهو يمثل حياة عائلة عربية وسط التقدم الحديث ويقوم بمعالجة بعض العادات السيئة في المجتمع.

## الشخصيات
- نصوح: الأب

أداء الصوت: مأمون الرفاعي
- جليلة: الأم

أداء الصوت: فاطمة سعد
- طلال: الابن

أداء الصوت: بثينة شيا
- فاطمة: الابنة

أداء الصوت: آمنة عمر

## أداء الأصوات
- آمنة عمر
- بثينة شيا
- زياد الرفاعي
- فدوى سليمان
- فاطمة سعد
- مأمون الرفاعي
- يحيى الكفري

الراوي :
- محمد عارف السعيد
- يحيى الكفري

## بعض الحلقات
- حديقة جديدة قرب منزلنا
- كابتن طلال
- النهر الجديد
- لص الفقاعات
- رحلة إلى الكونغو
- الجار للجار
- أوراق مشبوهة
- صندوق أبي سعيد
- عيد المعلم
- يوم بلا كهرباء
- نعمة الله
- أقوى من ألف رجل
- الشاعر الصغير
- يد العون
- الامتحانات على الأبواب
- الحفاظ على الحدائق والبساتين
- دع الخبز للخباز
- البحث عن وجبة طعام
- تخيل الحياة بدون ماء
- بطل التوفير
- فيروس الوقت
- الرفق بالحيوان
- من سيربح الجائزة
- وحش الأخضر واليابس
- السيارة العجيبة
- بستان الصداقة
- الصحفي الصغير
- خلطة الأزهار
- خطر يهدد سكان العصر الحجري
- زيارة سريعة
- لص بلا بصمات
- منصة الحوار
- أبو رقعة
- غلطة الشاطر
- أسنان نظيفة ولكن
- العائلة المنكوبة
- الحياة على الطريقة الصينية
- بناة المجتمع
- تجربة جديدة
- زيارة خاطفة

## طاقم العمل
- تأليف:
  - عمار شيخ جبر
  - سلافة حجازي
- مراجعة: د. أحمد نتوف
- تحريك:
  - ابتسام شداد
  - أحمد خوجة
  - بياتريس الحصني
  - دانية الشيخ حسن
  - ديمة نشاوي
  - رشا الحكيم
  - سليمان الرز
  - سوزان حفار
  - سوزان صالح
  - عاطف الحجي
  - كريم قبراوي
  - ماهر حمد
  - وائل بقدونس
  - وسام شاهين
- Layout:
  - بسام الإمام
  - صوفيا مايا داوود
- خلفيات:
  - إبراهيم بريمو
  - رغدة شبانة
  - غصون دمراني
- تجميع ومونتاج:
  - بسام الحسوني
  - هيثم طه
  - سليم مهنا
- هندسة الصوت: نديم سليمان
- المؤثرات الصوتية: أبي سكر
- الإعداد الموسيقي:
  - لويس أبو عسلي
  - طارق العربي طرقان
- صيانة حاسوب: مهند الحسين
- إدارة الإنتاج: سامر محايري
- متابعة الإنتاج: جمال الشيخ خالد
- مساعد مخرج: إخلاص المدني
- الإشراف العام: مناع حجازي
- تمت العمليات الفنية والرسم والتحريك في: Tiger Production
- إنتاج: مؤسسة الإنتاج البرامجي المشترك لمجلس التعاون لدول الخليج العربية
- سيناريو وإخراج: سلافة حجازي